# Cetrimoniumbromid
Cetrimoniumbromid (též cetyltrimethylamoniumbromid nebo CTAB, systematický název hexadecyltrimethylamoniumbromid, funkční vzorec (C16H33)N(CH3)3Br) je kvartérní amoniová sloučenina, která je jednou ze složek povrchových cetrimidových antiseptik. Cetrimoniový (resp. hexadecyltrimethylamoniový) kation je účinným antiseptickým činidlem proti bakteriím a houbám.
Cetrimoniumbromid je kationový tenzid. Mezi jeho použití patří tvorba pufrových roztoků pro extrakci DNA. Široce se používal při syntéze zlatých nanočástic (např. koulí, tyčinek, dvojjehlanů). Významně se používá i v kondicionérech na vlasy.
Stejně jako všechny tenzidy tvoří ve vodných roztocích micely. Při teplotě 303 K (30 °C) tvoří micely s agregačním číslem 75-120 (v závislosti na metodě determinace, obvykle v průměru ~95) a stupněm ionizace α (parciální náboj) 0,2 - 0,1 (od nižších k vyšším koncentracím).
Standardní konstanta vazby párového iontu Br− na micelu při 303 K (30 °C), počítaná z konduktometrie a měření iontově selektivními elektrodami pro Br- a CTA+, za použití velikosti micel uváděné v literatuře (r = ~3 nm), extrapolovaná na kritickou koncentraci micel, je K° ≈ 400 (mění se s celkovou koncentrací tenzidu, takže je extrapolována na bod, kdy je koncentrace micel nulová).
Příbuzné sloučeniny cetrimoniumchlorid a cetrimoniumstearát se také používají jako povrchová antiseptika a lze je najít v mnoha produktech pro domácnost, například v šamponech a různé kosmetice.